# إيس أندريس
إيس أندريس (بالإنجليزية: Ace Andres)‏ هو مغني ومغن مؤلف أمريكي، ولد في 20 يونيو 1956.

## وصلات خارجية
- الموقع الرسمي